# Camp de Bureij
El camp de Bureij (àrab: مخيّم البريج, muẖayyam al-Burayj) és un campament de refugiats palestí situat al centre de la Franja de Gaza, a l'est de la carretera de Salah al-Din, a la governació de Deir al-Balah. La superfície total del campament és de 529 dúnams (52,9 hectàrees) i tenia 31.360 habitants a març de 2013.

## Dades del campament
El campament es va establir en 1949 amb una població de 13.000 palestins procedents de les zones circumdants a Gaza. Un petit percentatge dels refugiats es va allotjar en els barracons de l'exèrcit britànic, però la majoria d'ells van ser situats en tendes de campanya. L'UNRWA va construir cases de ciment en 1950 per reemplaçar aquestes tendes.
Actualment la majoria dels refugiats de Bureij, així com els dels altres campaments de la Franja de Gaza, viuen en edificis densament poblats. Al voltant del 70 % de les teulades del campament són de zinc. El campament no té un sistema de clavegueram i la majoria de residus s'acumulen al Wadi Gaza, un rierol al nord del campament que, com a resultat dels abocaments, suposa un risc per a la salut pública. La majoria de l'aigua que es consumeix en el campament prové d'una empresa d'aigua israeliana.
Abans del bloqueig israelià de la Franja de Gaza, la majoria dels refugiats del campament de Bureij treballaven om a assalariats a Israel, o a les explotacions agràries de la pròpia Franja. Avui dia, alguns refugiats han establert els seus propis negocis i el mercat local, que es realitza tots els dijous, atreu a comerciants i compradors de tota la Franja de Gaza. Bureij té sis escoles de primària i dues escoles de secundària, amb un total de 9.306 alumnes al final de 2004. Totes les escoles del campament estan organitzades per l'UNRWA.
Disposa d'un centre de salut gestionat per l'UNRWA que inclou una maternitat. Té més d'una trentena de treballadors i més de 10.000 visites mensuals. Igualment, existeix un Centre de la Dona que va ser reconstruït per UNRWA en 1995, i un Centre per a Activitats de la Població Juvenil portat en col·laboració per UNRWA, UNDP i UNICEF.

## Incident de la Unitat 101
En la nit del 28 d'agost de 1953, alguns refugiats que dormien en les seves tendes van veure com els llançaven bombes a través de les finestres i, quan van fugir, van ser crivellats amb armes petites i amb automàtiques. Segons Yoav Gelber, després d'un mes d'ensinistrament de la Unitat 101, "una patrulla de la unitat […] es va infiltrar a la Franja de Gaza com a part d'un entrenament, es va trobar [amb palestins] al campament de refugiats del-Bureij, van obrir foc per sortir d'allí i van deixar aproximadament 30 àrabs morts i dotzenes de ferits." Segons Azmi Bishara, 43 civils palestins -incloses set dones- van ser assassinats i 22 van resultar ferits. L'informe de la Comissió Mixta de l'Armistici va proposar una xifra de 20 morts, 27 ferits greus i 35 ferits de menor consideració. Dos soldats de la Unitat 101 van resultar ferits. Ariel Xaron, que va dirigir l'atac personalment, va escriure en el seu informe:
"L'enemic va obrir foc sobre mi des del nord-oest... Vaig decidir que era millor travessar el campament i escapar per l'altre costat que tornar per on havia vingut, perquè els cultius, jardins, filferros d'arç i guàrdies feien difícil moure's en aquella adreça... També vaig decidir que passar a l'ofensiva era millor que fer l'efecte que intentàvem fugir... Per tant, vaig envair el campament amb el meu grup."
L'atac va ser durament condemnat per la Comissió Mixta de l'Armistici, que ho va catalogar d'“un cas atroç d'assassinats en massa deliberats”. També va ser criticat en públic per almenys un ministre del gabinet israelià. La Comissió Mixta de l'Armistici, en una reunió d'emergència, va adoptar per majoria una resolució segons la qual l'atac havia estat dut a terme per un grup d'israelians armats. El Major General Bennike, Cap de l'Organització de Supervisió de la Treva de Nacions Unides, va declarar que era "probable, en vista del fet que una cambra de les queixes israelianes durant les últimes quatre setmanes es referien a infiltracions des d'aquesta zona," que l'explicació més probable fos la d'un "atac de represàlia indiscriminat".

## Ocupació Israeliana
El 22 d'agost de 1988, Hani al-Shami, un resident de Bureij, va ser assassinat per soldats israelians de la Brigada Givati. El 4 d'octubre de 1989, Maher Mahmud al-Makadma va ser abatut per tropes israelianes mentre pintava eslògans. El 20 de setembre de 1990, un soldat israelià en roba de civil es va equivocar de camí o es va dirigir voluntàriament al campament de refugiats de Bureij, on va ser linxat per una massa enfurismada. El 30 de setembre del 2000, dos residents de Bureij van ser protagonistes d'un incident que acabaria resultant icònic a nivell mundial i representatiu de la Segona Intifada. Jamal Al-Durrah i el seu fill Muhammad, de dotze anys, es van veure embolicats en un tiroteig entre soldats israelians i forces de seguretat palestines. L'escena va ser gravada per un càmera de France 2 i va acabar amb la mort del jove Muhammad. Tant France 2 com a fonts palestines van assegurar que els trets que van assassinar Muhammad provenien del costat israelià. Israel va admetre inicialment que els trets mortals havien estat realitzats pels seus soldats, però set anys després va retirar aquesta afirmació i va negar la seva responsabilitat en la mort de Muhammad.
L'11 de març de 2002, un grup de tancs israelians van entrar a Bureij i van envoltar a una gran quantitat de palestins, dels quals dos van resultar morts. Quatre dies després, el 15 de març d'aquest mateix any, una dona palestina i quatre dels seus fills van morir després de trepitjar amb la seva carreta una mina israeliana situada en un camí de Bureij. Un nen que caminava al seu costat va quedar en estat crític. El 20 de novembre de 2002, uns soldats israelians van disparar i van ferir a dos nens palestins de 12 anys en el campament de Bureij.Un atac d'helicòpters i tancs israelians el 6 de desembre de 2002 va deixar un balanç de 10 persones mortes. Una recerca de l'ONU va esbrinar que vuit d'aquestes deu persones eren civils desarmats. Dos d'ells eren emprats de l'ONU.
El 3 de març de 2003, una incursió d'uns 40 blindats i excavadores van penetrar a Bureij durant la nit i van deixar 8 morts i 25 ferits al seu pas, entre ells una dona embarassada i un adolescent de 13 anys. El coronel israelià al comandament de l'operació va afirmar no saber de la mort de dones o nens, afirmant que solament havien matat terroristes. Fonts palestines van afirmar que s'havia impedit l'accés de les ambulàncies i que els soldats van col·locar explosius en algunes cases després d'expulsar els seus habitants. El 25 de setembre de 2003, una nena de 3 anys va morir en a causa d'un xoc nerviós després d'una incursió israeliana al campament. El 6 de març de 2004, un força d'atac israelià va sofrir una emboscada a l'interior de Bureij.
Al juliol de 2007, una incursió de l'exèrcit israelià en el campament de refugiats de Bureij, consistent en aproximadament 10 tancs i dos buldòzers recolzats per helicòpters, van ser emboscats per membres del braç armat de Hamàs, les Brigades Izz ad-Din al-Qassam, amb resultat d'un soldat israelià mort. El 6 d'octubre de 2007, l'entrada de forces israelianes amb suport de l'aviació en la part oriental del campament va derivar en enfrontaments armats.
El 27 de febrer de 2008, Israel va dur a terme una execució extrajudicial al campament. Un periodista de Reuters, Fadel Oda Shana, de 23 anys, va ser un dels dotze morts causats per un bombardeig de l'artilleria israeliana en Bureij el 16 d'abril de 2008. Entre els ferits, més de vint segons fonts hospitalàries palestines, va haver-hi dones i nens. Durant el bombardeig israelià de la Franja de Gaza el gener de 2009, deu persones van resultar ferides en un atac a un centre de salut de l'ONU en Bureij, mentre que quatre persones van morir i 16 més van ser ferides en un atac a un mercat. L'11 de febrer de 2010, tres germanes de 13, 8 i 5 anys van resultar ferides de metralla després de l'impacte d'un projectil israelià a la seva casa als afores de Bureij. L'artilleria israeliana perseguia a milicians palestins i va aconseguir abatre a dos d'ells. El 5 de novembre de 2012, un palestí va morir per trets efectuats per soldats israelians al costat del mur fronterer que separa Gaza d'Israel.
El 20 de juliol de 2014, un F-16 israelià va bombardejar un edifici d'apartaments al campament de Bureij, causant la mort d'almenys 6 persones de la mateixa famíliaː Miftiya Ziadah, de 70 anys, tres dels seus fills, Jamil, Omar i Youssef; l'esposa de Jamil, Bayan, i el seu fill de 12 anys Shaaban. Es dona la circumstància que els morts eren família de Henk Zanoli, un advocat holandès que va salvar a un nen jueu ocultant-lo més de dos anys durant la Segona Guerra Mundial, i a qui l'Estat d'Israel havia concedit la medalla de Justos entre les Nacions. Henk Zanoli va renunciar a la medalla després de l'atac, declarant que mantenir-la hauria estat un insult a la memòria de la seva mare.
El 29 de juliol de 2014, en el context de la Guerra de Gaza de 2014, 17 persones van morir en un sol dia pels bombardejos israelians sobre el campament de refugiats de Bureij, entre elles l'alcalde Anis Abu Shamalah i diverses dones i nens.

## Fàbrica d'armes de Hamàs
El 8 de gener de 2024, durant l'Operació Espases de Ferro les Forces de Defensa d'Israel (FDI) van localitzar al Camp de Bureij la fàbrica d'armes més gran de Hamàs trobada fins al moment Gaza, amb tallers subterranis per produir míssils de llarg abast capaços d'arribar al nord d'Israel.